# Уверенность

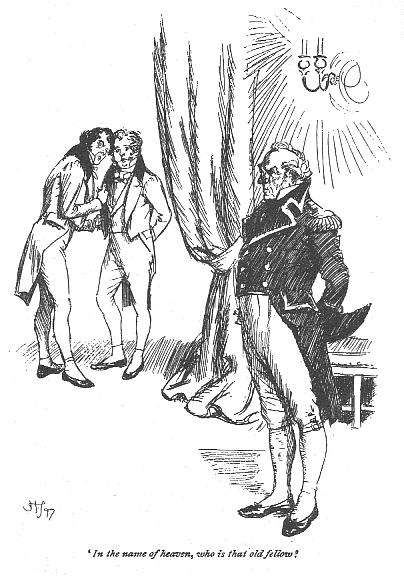
Уверенность — психологическая черта убеждения

Уве́ренность — состояние ума, в котором ум выражает согласие суждению без боязни ошибиться, состояние бытия без сомнения, свобода от сомнения. Отсутствие страха ошибиться — не всегда негативный фактор уверенности, так как отсутствие страха ошибиться заставляет человека действовать; сознательно понятные причины для твёрдого согласия являются положительным фактором.

## Виды
Существуют три степени уверенности:
- моральная уверенность  — мотив уверенности базируется на законе привычного человеческого поведения;
- физическая уверенность — мотив уверенности базируется на физическом законе;
- метафизическая уверенность — мотив уверенности базируется на метафизическом законе.

Прочность согласия увеличивается  в таком порядке.
Несмотря на многообразие подходов к феномену уверенности, выделяют два основных положения в понимании этой конструкции, сложившихся как в российской, так и в зарубежной психологии, и соответственно два ведущих направления исследований: 
- уверенность в правильности своих суждений;
- уверенность в себе [1].

Уверенность можно тоже определить как психическое состояние, при котором он считает некоторые знания правдой. Уверенность является психологической характеристикой веры и убеждений. Уверенность может быть как результатом собственного опыта личности, так и результатом действия снаружи. Например, уверенность может появиться у человека помимо (а иногда и против) его воли и сознания под действием сознательного настраивания. Уверенность личность может вызвать в себе и путём самовнушения (например, аутогенной тренировки).
Частым случаем уверенности является уверенность в себе. Отсутствие уверенности в себе (неуверенность) составляет психологическую проблему. Психиатр Рональд Лэйнг описал «онтологически неуверенную личность» — тип личности, испытывающей дефицит «первичной онтологической уверенности».

## В социогуманитарном знании
В философии, а именно в теории познания уверенность (убеждение) рассматривается как один из существенных аспектов знания. Философия (по крайней мере исторически) ищет этого состояния. Эпистемология является наукой, изучающей знание, уверенность и правду. Современные взгляды на знание, как и в философии, так и в принципе не учитывают фактора уверенности.
Сократ, который часто считается первым философом, имел более высокий критерий для правды, чем другие учёные до него. Он очень серьёзно воспринимал проблему скепсиса, которую он принял в философии. Как следствие, он утверждал, что он ничего не знает. Сократ часто говорил, что его мудрость была ограничена до сознания своего собственного незнания.
Филология изучает методы выражения уверенности в речи, исследуя эмфазу. В выражении: «Я думаю, что он придёт» уверенность лица подчёркивается понижением говорящим тона в слове «думаю», а неуверенность - повышением.

## Черты
Как ведущие личностные детерминанты уверенности были выявлены следующие базовые структуры, такие, как мотивация достижений, волевой самоконтроль и тревожность, а социально-психологическими детерминантами выступили принятие себя, инициатива и смелость в социальных контактах.

## В астрономии
В честь уверенности назван астероид (380) Фидуция, открытый в 1894 году.